# Compromís-Sumar
|  | Aquest article tracta sobre la coalició del 2023-2024. Si cerqueu el partit polític, vegeu «Compromís». |

Compromís-Sumar va ser una aliança política dirigida a l'electorat valencià formada per Compromís, Esquerra Unida del País Valencià, Sumar, entre altres forces polítiques, per a concórrer juntes en processos electorals. La coalició té una ideologia progressista, federalista, ecologista i valencianista, situada en l'esquerra de l'espectre polític.

## Eleccions generals d'Espanya de juliol de 2023
Amb el nom Compromís-Sumar: Sumem per guanyar van formar una coalició electoral Compromís, Esquerra Unida del País Valencià i Podem País Valencià dins del moviment Sumar per a concórrer a les eleccions generals d'Espanya de juliol de 2023, al País Valencià.
|  | Compromís                                |     |
|  |                                          | Més |
|  | Iniciativa del Poble Valencià (IdPV)     |     |
|  | VerdsEquo del País Valencià (Verds Equo) |     |
|  | Esquerra Unida del País Valencià (EUPV)  |     |
|  | Podem País Valencià                      |     |
|  | Sumar                                    |     |

## Eleccions al Parlament Europeu de 2024
Per a les eleccions europees de 2024, l'aliança va repetir l'estratègia, però sense la presència de Podem, que es va presentar de manera independent. Com que les eleccions europees són de circumscripció única a Espanya, van compartir candidatura amb altres formacions de l'estat espanyol, com els Comuns o la Chunta Aragonesista, amb l'objectiu d'augmentar la seua representació al Parlament Europeu.
|  | Compromís                     |     |
|  |                               | Més |
|  | Iniciativa del Poble Valencià |     |
|  | VerdsEquo del País Valencià   |     |
|  | Moviment Sumar                |     |
|  | Esquerra Unida (Espanya)      |     |
|  | Verdes Equo (Espanya)         |     |
|  | Catalunya en Comú             |     |
|  | Més Madrid                    |     |
|  | Chunta Aragonesista           |     |
|  | Iniciativa del Poble Andalús  |     |
|  | Nova Canàries-Bloc Canarista  |     |

### Llista de la candidatura
| Núm. | Candidatura                     | Partit o federació                |
| ---- | ------------------------------- | --------------------------------- |
| 1    | Estrella Galán Pérez            | Moviment Sumar                    |
| 2    | Jaume Asens i Llodrà            | Catalunya en Comú (Barcelona)     |
| 3    | Vicent Marzà i Ibáñez           | Compromís (Més)                   |
| 4    | José Manuel (Manu) Pineda Marín | Esquerra Unida (Andalusia, PCE)   |
| 5    | Andere Nieva Ramírez            | Més Madrid                        |
| 6    | Paula Moreno López              | Moviment Sumar                    |
| 7    | Florent Marcellesi              | Verdes Equo (Euskadi)             |
| 8    | Margarita Ferré Luparia         | Esquerra Unida (Madrid, PCE, PCM) |
| 9    | Letizia Bisignano Robledo       | Més Madrid                        |
| 10   | Juan Manuel Díaz Villoslada     | Movemento Sumar Galicia           |